# Ergebnis (Cricket)
Das Ergebnis (englisch result) in einem Cricketspiel kann entweder ein Sieg (Win) für eine der beiden Mannschaften sein, ein Unentschieden (Tie) oder ein Remis (Draw). Dabei gibt es mehrere Wege, wie diese einzelnen Ergebnisarten erzielt werden können. Bei der vollen Angabe des Ergebnisses gibt es zahlreiche Besonderheiten für die unterschiedlich möglichen Resultate.

## Ergebnis des Spiels

### Sieg
Das Ziel des Spiels ist es, mehr Punkte (Runs) als der Gegner zu erzielen.
Ein Spiel besteht immer aus entweder einem oder zwei Innings (Spieldurchgängen) pro Mannschaft. Zum Sieg reicht es aber nicht aus, nur mehr Punkte als der Gegner zu haben; das oder die Innings des Gegners müssen am Ende des Spiels auch abgeschlossen sein, sodass der Gegner bei Weiterführung des Spiels keine Möglichkeit mehr zum Punkten gehabt hätte.
Eine Mannschaft kann auch aufgeben (Match Conceded) oder die Schiedsrichter können einer Mannschaft das Spiel zuerkennen, wenn die andere Mannschaft sich weigert weiterzuspielen (Match Awarded).
In dem extrem seltenen Fall, dass die zuletzt schlagende Mannschaft zwar ihren letzten Batter verliert, aber durch eine 5-Run Penalty zu ihren Gunsten, aus diesem letzten Ball des Spiels, gerade noch genug Runs erzielt, um das Spiel zu gewinnen, wird das Ergebnis als ein „Sieg durch Strafpunkte“ (win by Penalty runs) angegeben.

### Unentschieden
Das Spiel endet unentschieden, wenn die Punktzahlen beider Mannschaften gleich ist und das Innings der als letztes schlagenden Mannschaft abgeschlossen ist. Diese zweite Bedingung wurde erst 1947 eingeführt, so dass es eine Reihe von Spielen vor diesem Datum gibt, die heute zwar als Remis gewertet würden, aber weiter als Unentschieden gelten.
Ein Unentschieden ist ein sehr seltenes Ergebnis im Cricket; in Test Matches kam es von 1877 bis 2020 nur zweimal vor:
- Saison 1960/61 in Brisbane:

| 9. – 14. Dezember 1960 Scorecard | Brisbane | West Indies 453 (100.6) & 284 (92.6) | – | Australien 505 (130.3) & 232 (68.7) |
|                                  |          | Unentschieden                        |   |                                     |

- Saison 1986/87 in Madras:

| 18. – 22. September 1986 Scorecard | Madras | Australien 574 (170.5) & 170-5d (49) | – | Indien 397 (94.2) & 347 (86.5) |
|                                    |        | Unentschieden                        |   |                                |

Diese beiden Beispiele zeigen auch, dass die Gesamtpunktzahl einer Mannschaft, auf die es letztendlich ankommt, nie explizit angegeben wird. Die beiden Innings einer Mannschaft werden vielmehr als jeweils abgeschlossene Einheiten betrachtet, was sich übrigens auch in vielen Statistiken widerspiegelt.
Bei Zwei-Innings-Spielen wird nach dem ersten Innings beider Teams die Punktedifferenz ermittelt und mit dieser im Hinterkopf weitergerechnet. Nachdem die erste Mannschaft auch ihr zweites Innings abgeschlossen hat, ergibt sich unter Berücksichtigung dieser Punktdifferenz die zum Sieg benötigte Punktzahl der anderen Mannschaft (Target). Ebendieses wurde in den beiden oben genannten Spielen mit dem knappstmöglichen Ergebnis verpasst.

### Bei verkürzten Innings
Bei Ein-Innings-Spielen (vorwiegend List A, One-Day Internationals oder Twenty20s) findet bei Regen- oder anderen Unterbrechungen, die verhindern, dass die vorgesehene Anzahl von Overn im Innings der zweiten schlagenden Mannschaft absolviert wird, die Duckworth-Lewis Method Anwendung. Mit Hilfe eines mathematischen Modells wird projiziert, wie hoch die Punktezahl am Ende des Innings sein würde, wenn die verbliebenen Over stattgefunden hätten. Aus dieser Information wird das Target berechnet, welches die zweite Mannschaft in den verbliebenen Overn erreichen muss, um ein Unentschieden zu erzielen, oder – falls es übertroffen wird – zu gewinnen.

### Remis
Alle anderen Spiele werden als Remis gewertet.
Das bedeutet, dass am Ende der vorher festgelegten Spielzeit zwar die als letztes schlagende Mannschaft noch an Punkten zurückliegt oder bestenfalls gleichauf ist, ihr Innings aber noch nicht abgeschlossen ist, d. h. ihre Batter noch nicht alle ausgeschieden sind und damit weitere Punkte hätten erzielt werden können. Anders ausgedrückt: Wäre das Spiel weitergegangen, hätten, zumindest theoretisch, beide Mannschaften noch gewinnen können, ihnen ist schlicht die Zeit davongelaufen.
In sogenannten One-Day Matches (Ein-Tages-Spielen), in denen das Innings einer Mannschaft durch eine vorgegebene Overzahl (heute einheitlich 1 Over = 6 regelkonforme Ballwürfe) begrenzt ist, kann es kein Remis geben. Denn nach Absolvierung der Over ist das Innings per Definition abgeschlossen. Es kommt jedoch auch nicht selten vor, dass wegen Regens das Spiel abgebrochen werden muss. Das Ergebnis wird als No Result angegeben, wenn noch nicht genügend Over absolviert wurden, um das Spiel werten zu können.

## Darstellung des Ergebnisses
Gewinnt die als letzte schlagende Mannschaft, ohne alle ihre Wickets verloren zu haben, wird das Ergebnis durch die Zahl der dann noch nicht gefallenen Wickets angegeben.
Beispiel: Team A (hier immer die als erste schlagende Mannschaft) erzielt 200 Runs. Team B übertrumpft das Ergebnis, indem es den 201. Run erreicht, als erst vier von maximal zehn seiner Batter ausgeschieden sind. Damit ist das Spiel zu Ende und Team B gewinnt mit 6 Wickets.
In Spielen zu je zwei Innings pro Team kann es vorkommen, dass eine Mannschaft in ihrem ersten Innings mehr Runs erzielt als der Gegner in seinen beiden Innings zusammen. Dann ist es nicht mehr notwendig, das zweite Innings zu absolvieren, und die Mannschaft gewinnt mit einem Innings und x Runs.
Beispiel: Team A schafft 200 Runs in ihrem 1. Innings, darauf Team B 450 Runs in ihrem 1. Innings und schließlich wieder Team A nur 150 Runs in ihrem 2. Innings. Team B gewinnt mit einem Innings und 100 Runs.
Gewinnt die Mannschaft, die als letzte Feldmannschaft ist, wird das Ergebnis als ein Sieg aufgrund der Differenz von Runs angegeben.
Beispiel 1-Innings-Spiel: Team A erreicht 200 Runs in ihrem Innings, darauf Team B nur 180 Runs. Team A gewinnt mit 20 Runs.
Beispiel 2-Innings-Spiel: Team A schafft 200 Runs in ihrem 1. Innings, Team B 250 Runs, daraufhin in den jeweils 2. Innings Team A 300 Runs und Team B 200 Runs. Team A gewinnt mit 50 Runs.
Sollte ein Sieg durch Aufgabe oder Zuerkennung entschieden werden, wird dies als Ergebnis angegeben.
Um in Medien einen einfacheren Zugang zum Endergebnis zu gewähren, wird vor allem bei einem Sieg nach Wickets häufig noch hinzugefügt, wie viel Bälle im Innings noch zu spielen gewesen wären. Im Falle eines Sieges nach Duckworth-Lewis Method wird der Zusatz (D/L method) ans Ergebnis angehängt.
Ein Spielstand wie 200 zu 15 Runs wird im Cricket weder als Zwischen- noch als Endergebnis verwendet, da ein solcher Stand nicht aussagekräftig ist. Um das Ergebnis bewerten zu können, muss bekannt sein, welche Innings schon abgeschlossen und wie viele Batter (Schlagleute) im laufenden Innings schon ausgeschieden sind. Deshalb werden Spielstände wie England ist 210 für 6 verwendet, was bedeutet, dass im laufenden Innings England bisher 210 Runs erzielt hat und 6 ihrer Batter schon ausgeschieden sind.

### Ergebnis eines Innings
Bei der Angabe des Gesamtergebnisses werden die Resultate jedes einzelnen Innings aufgeführt. Dabei ist zu beachten, dass in einem 2-Innings-Spiel die Teilergebnisse der einzelnen Innings nicht zusammenaddiert, sondern jeweils die Punkte, Wickets und Over getrennt angegeben werden. Dazu wird generell die Anzahl der erzielten Runs und die Anzahl der erzielten Wickets in dem Innings aufgeführt. Im Falle eines all-outs, also dem Verlust aller Wickets in einem Innings, wird die Wicket-Angabe weggelassen. Zusätzlich wird die Anzahl der absolvierten Over im Innings aufgeführt. In Ein-Innings-Spielen wird ebenfalls zumeist die maximal zu absolvierende Zahl von Overn angegeben, die entsprechend korrigiert wird, sollte diese auf Grund von Unterbrechungen reduziert werden. So ist ein beispielhaftes Innings-Ergebnis 230-8 (38.4/48). Je nach Quelle wird zwischen Punktzahl und Wicketzahl entweder ein Schrägstrich oder ein Bindestrich verwendet. In Australien ist es historisch üblich, Wicket und Runs zu vertauschen.
In Spielen ohne festgelegte Overzahl pro Innings wird ein d angefügt, wenn eine Deklaration erfolgte, und ein (f/o), wenn ein follow-on erzwungen wurde.

### Scorecard

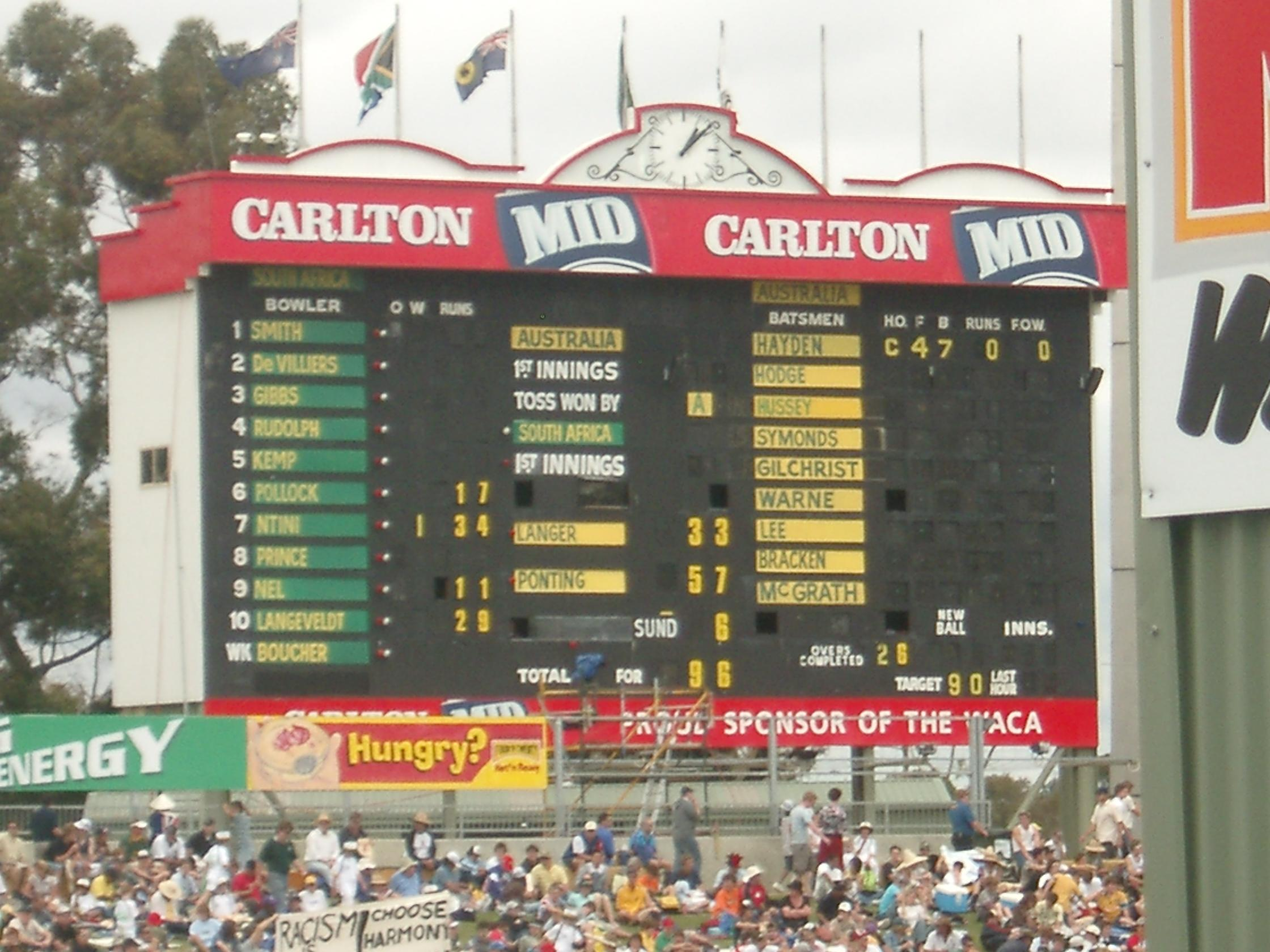
Scoreboard im WACA Ground

Beispiel einer unausgefüllten Scorecard

Eine weitere Möglichkeit der Angabe des Ergebnisses ist die sogenannte Scorecard. Sie enthält neben den Ergebnissen detaillierte Informationen zu den Leistungen der einzelnen Batter und Bowlern. Dabei ist zu zwischen der offiziellen Scorecard, wie sie von den beiden offiziellen Scorern geführt wird, und den zusammenfassenden Versionen, wie sie in den Medien oder auf dem Scoreboard im Stadion Verwendung finden, zu unterscheiden. Erstere enthält detaillierte Informationen über jeden einzelnen gespielten Ball, und die Scorer werden von den Verbänden für diese Aufgabe ausgebildet. In den verkürzten Versionen wird ausschließlich der zusammenfassende Teil angegeben. Dabei werden für jeden einzelnen Batter die Anzahl der erzielten Runs, die Form seines Ausscheidens und die daran beteiligten gegnerischen Spieler sowie weitere Informationen wie die Anzahl der erzielten Boundaries, die auf dem Feld verbrachten Minuten, die gespielten Bälle und die Anzahl der gespielten Bälle ohne einen Punkt zu erzielen angegeben. Für die Bowler enthält die Scorecard neben den erzielten Wickets und der Anzahl der gespielten Over oft weitere Informationen aus der Cricketstatistik. Des Weiteren werden die Extras aufgeführt.
Es ist üblich, in der Zusammenfassung des Ausscheiden der Batter die Ausscheidungsform abgekürzt anzugeben:
- c Feldspieler b Bowler: gefangen (caught)
- c & b Bowler: gebowlt und gefangen vom Bowler (caught and bowled)
- b Bowler: gebowlt (bowled)
- lbw b Bowler: Bein vor Wicket (leg before wicket)
- st Wicketkeeper b Bowler: Stumped
- hit wicket b Bowler: Hit wicket